# Карріас
Карріас (ісп. Carrias) — муніципалітет в Іспанії, у складі автономної спільноти Кастилія-і-Леон, у провінції Бургос. Населення — 28 осіб (2010).
Муніципалітет розташований на відстані близько 240 км на північ від Мадрида, 70 км на схід від Бургоса.

## Демографія
Динаміка населення (INE ):

## Галерея зображень

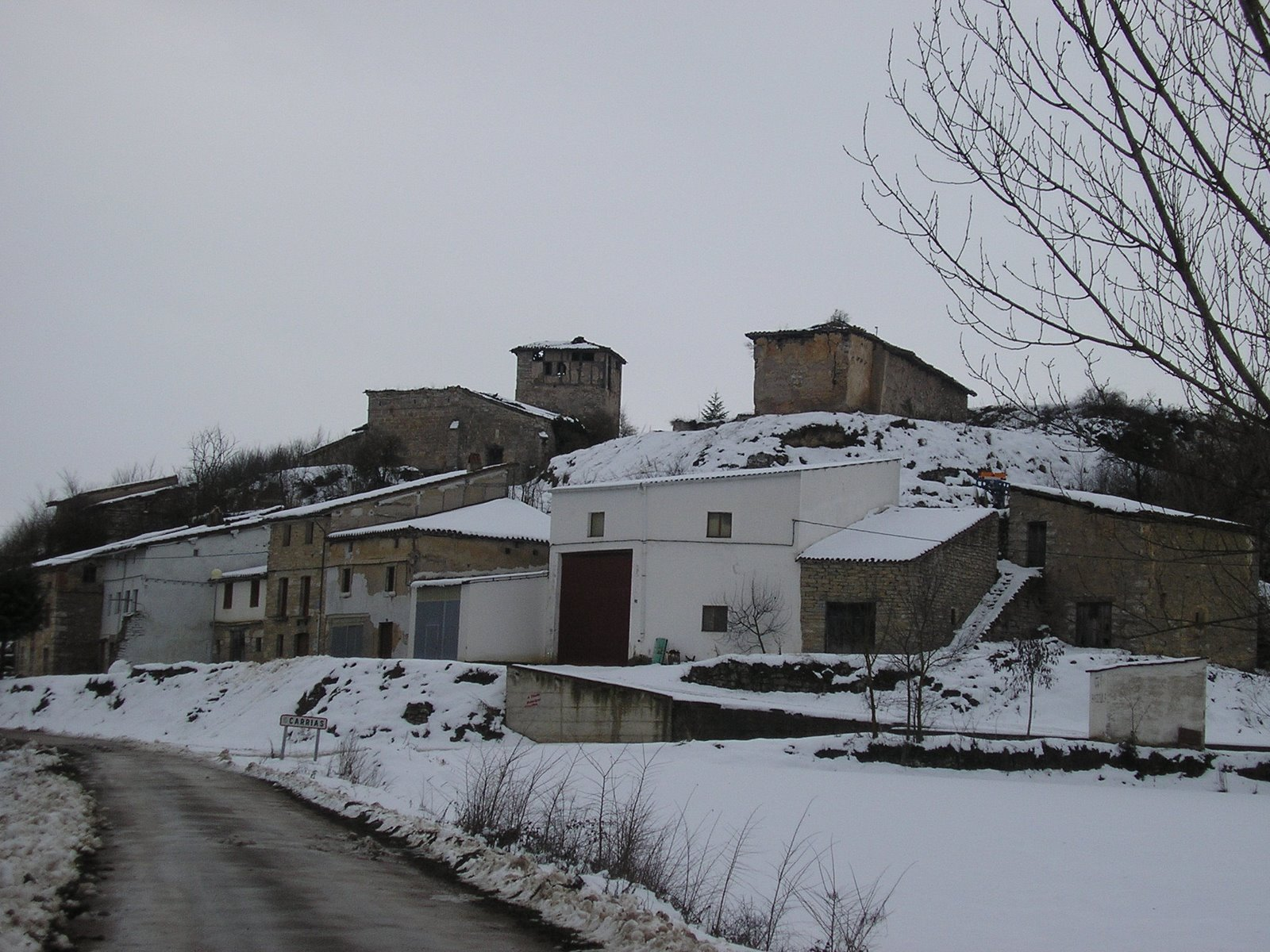
Панорама